# La Cebolla
La Cebolla är en ort i Mexiko.   Den ligger i kommunen Balleza och delstaten Chihuahua, i den nordvästra delen av landet, 1 100 km nordväst om huvudstaden Mexico City. La Cebolla ligger 2 549 meter över havet och antalet invånare är 164.
Terrängen runt La Cebolla är huvudsakligen lite kuperad. La Cebolla ligger nere i en dal. Runt La Cebolla är det mycket glesbefolkat, med 3 invånare per kvadratkilometer. Närmaste större samhälle är Puerto Tres Hermanos, 11,0 km öster om La Cebolla. I omgivningarna runt La Cebolla växer huvudsakligen savannskog.